# Bretagne-d'Armagnac
Bretagne-d'Armagnac är en kommun i departementet Gers i regionen Occitanien i sydvästra Frankrike. Kommunen ligger i kantonen Eauze som tillhör arrondissementet Condom. År 2022 hade Bretagne-d'Armagnac 400 invånare.

## Befolkningsutveckling
Antalet invånare i kommunen Bretagne-d'Armagnac
Referens:INSEE